# Staveley-in-Cartmel
Staveley-in-Cartmel is een civil parish in het bestuurlijke gebied South Lakeland, in het Engelse graafschap Cumbria. In 2001 telde het dorp 428 inwoners.